# چونگوو
چونگوو (به لاتین: Chongwu) یک شهرک در جمهوری خلق چین است که در Hui'an County واقع شده‌است.